# آرثر بليس كوب
آرثر بليس كوب هو سياسي كندي، ولد في 10 يوليو 1870 في نيو برونزويك في كندا، وتوفي في 5 ديسمبر 1949. نشط حزبياً في الحزب الليبرالي الكندي.

## مناصب
- انتخب عضو الجمعية التشريعية لنيو برونزويك ‏.
- انتخب عضو مجلس الشيوخ الكندي ‏.
- انتخب عضو مجلس العموم الكندي.
- انتخب Leader of the Opposition (New Brunswick) [الإنجليزية]‏.